# Дробін (гміна)
Гміна Дробін (пол. Gmina Drobin) — місько-сільська гміна у центральній Польщі. Належить до Плоцького повіту Мазовецького воєводства.
Станом на 31 грудня 2011 у гміні проживало 8410 осіб.

## Площа
Згідно з даними за 2007 рік площа гміни становила 143.19 км², у тому числі:
- орні землі: 89.00%
- ліси: 5.00%

Таким чином, площа гміни становить 7.96% площі повіту.

## Населення
Станом на 31 грудня 2011:
| Опис     | Загалом | Загалом | Чоловіки | Чоловіки | Жінки | Жінки |
| -------- | ------- | ------- | -------- | -------- | ----- | ----- |
| одиниця  | осіб    | %       | осіб     | %        | осіб  | %     |
| все      | 8410    | 100     | 4225     | 50.24    | 4185  | 49.76 |
| міське   | 2999    | 100     | 1466     | 48.88    | 1533  | 51.12 |
| сільське | 5411    | 100     | 2759     | 50.99    | 2652  | 49.01 |

## Сусідні гміни
Гміна Дробін межує з такими гмінами: Бельськ, Завідз, Рацьонж, Старожреби.